# Ngành Tay cuộn
Một trong số những ngành động vật quan trọng, xuất hiện sớm trên Trái Đất: Brachiopoda hay còn gọi là NgànhTay cuộn là ngành động vật không xương sống quan trọng nhất Đại Cổ sinh. Sự cực thịnh của ngành tay cuộn ở giai đoạn hóa thạch (khoảng 7000 loài) nhưng hiện nay chỉ còn một số ít ở các đại dương.
Danh pháp: Brachiopoda (brakhíōn- tiếng Hy Lạp Brachi- tay Poda-chân)

## Cấu tạo
Phần cơ thể mềm bên trong được bảo vệ bởi hai lớp vỏ đặc biệt (vài mm- khoảng 30 cm).
Điểm khác nhau cơ bản giữa ngành tay cuộn với ngành động vật thân mềm lớp hai mảnh vỏ (đại diện là ngao, sò, trai, hến,...) là về cấu tạo lớp vỏ.
Dù cùng được cấu tạo từ 2 mảnh vỏ, nhưng ở ngành tay cuộn, 2 mảnh vỏ có kích thước khác nhau, ở bụng lớn hơn và ở lưng nhỏ hơn chứ không đều như ở lớp thân mềm hai mảnh vỏ. lớp vỏ có thế lồi hoặc dẹt.
Một điểm khác biệt lớn nữa là về trục đối xứng. Ở đây, mặt phẳng chứa trục đối xứng vuông góc với mặt phẳng phân tách 2 lớp vỏ ở loài hai mảnh vỏ.
Đặc biệt, mỗi mảnh vỏ trồi về phía sau, xuất hiện hai van (mỏ). Hai chiếc van được nối vào nhau bởi một đường khớp nối thẳng hoặc cong. Hơn nữa, chúng có thể cử động từ hai bên ra đằng trước, tạo áp lực nước, giúp động vật lọc nước lấy thức ăn. Hai vùng này đặt cạnh nhau và phân tách ở mép nối.
Phía bên ngoài được phủ bởi những đường vân, bản chất là sự thay đổi kích thước lớp vỏ khi con vật lớn lên.

## Tập tính
Phần lớn các chi của ngành tay cuộn sống cố định trên những lớp đá hoặc cát. Sự cố định cơ thể được thực hiện bởi một chiếc cuống nhỏ trồi ra từ van chính. Giống như loài hai mảnh vỏ, loài này lọc nước ăn các sinh vật phù du.

## Hình ảnh

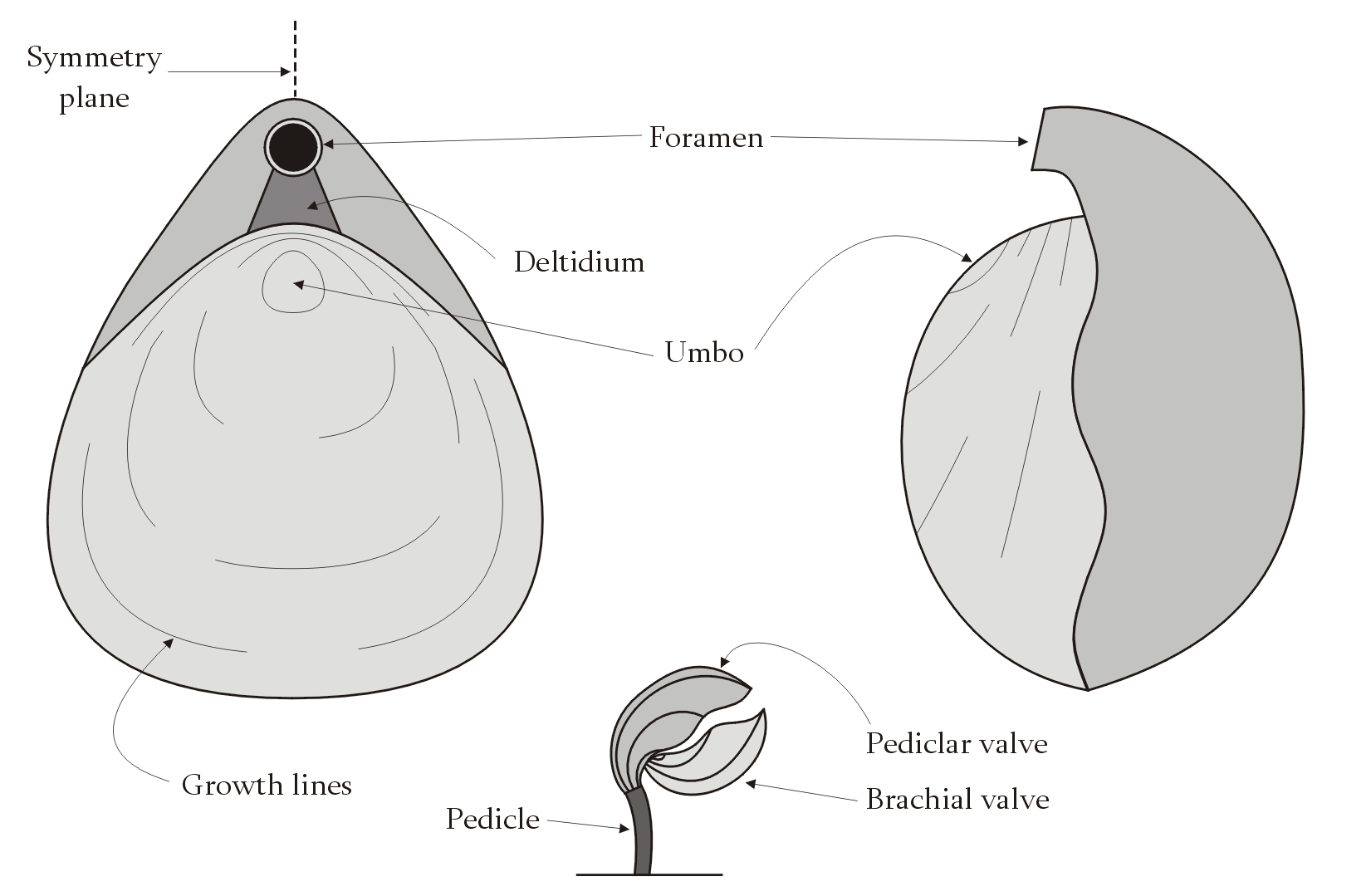
Brachiopod morphology
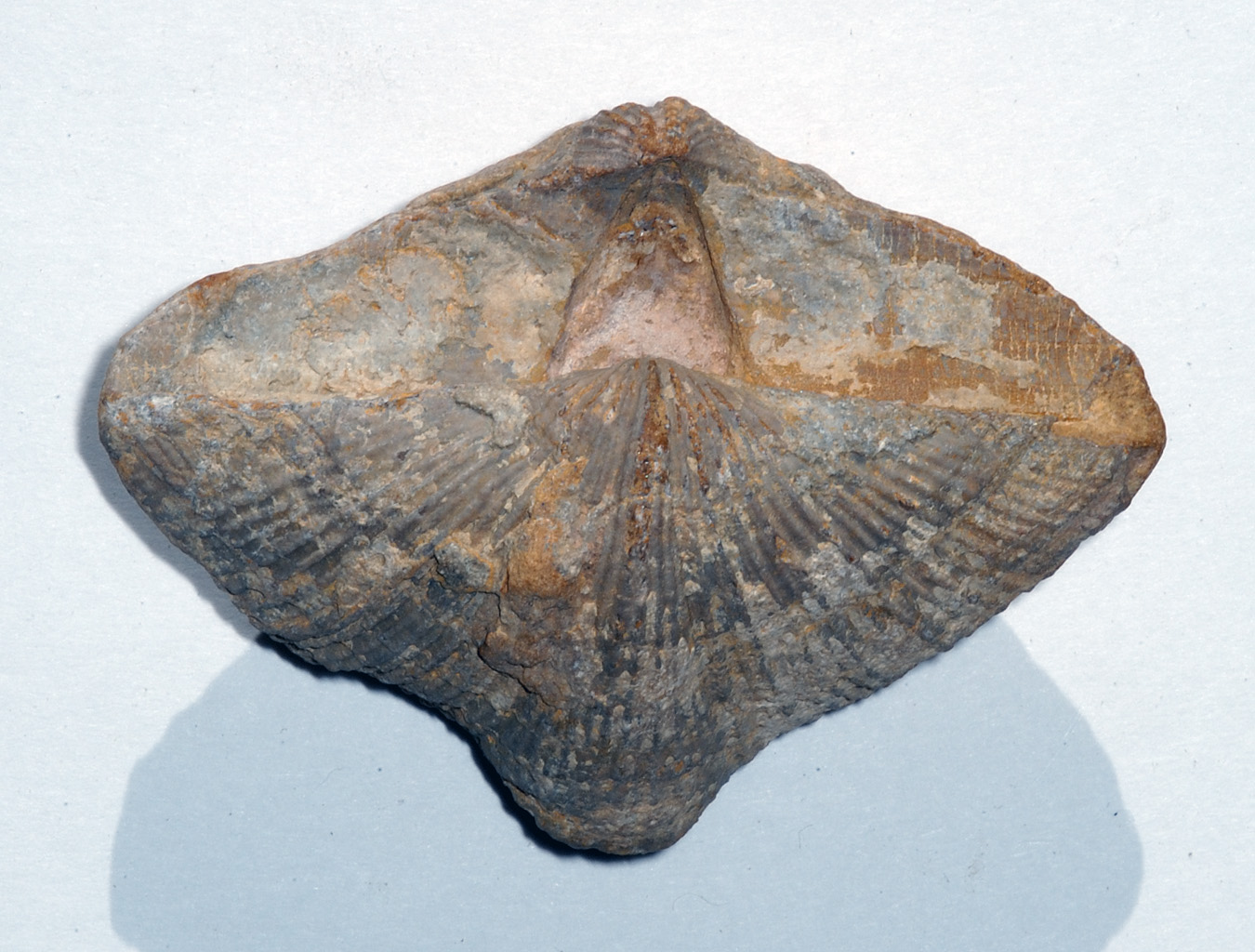
A Carboniferous brachiopod Neospirifer condor, from Bolivia. The specimen is 7 cm across.
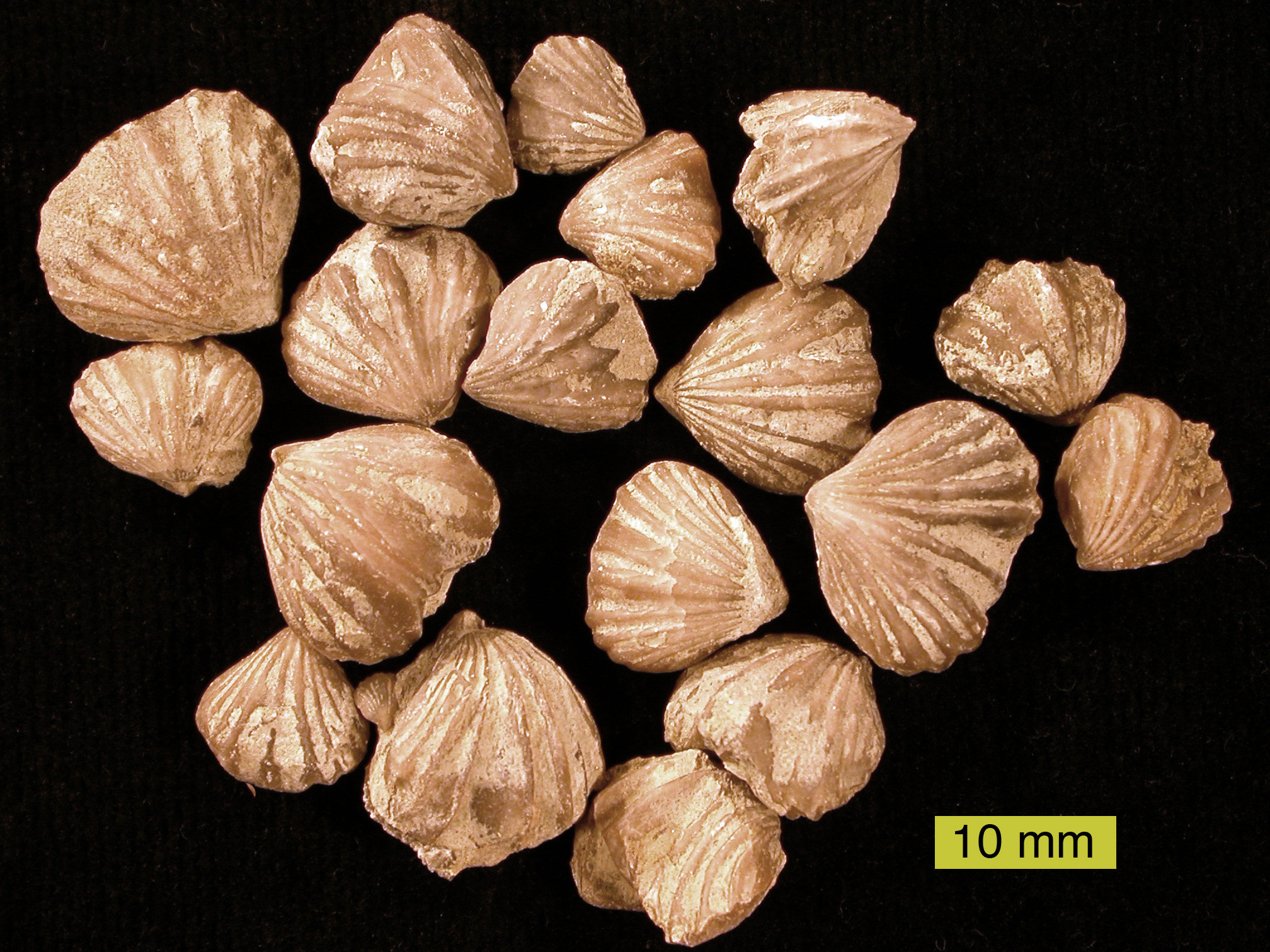
Rhynchotrema dentatum, a rhynchonellid brachiopod from the Cincinnatian (Upper Ordovician) of southeastern Indiana.
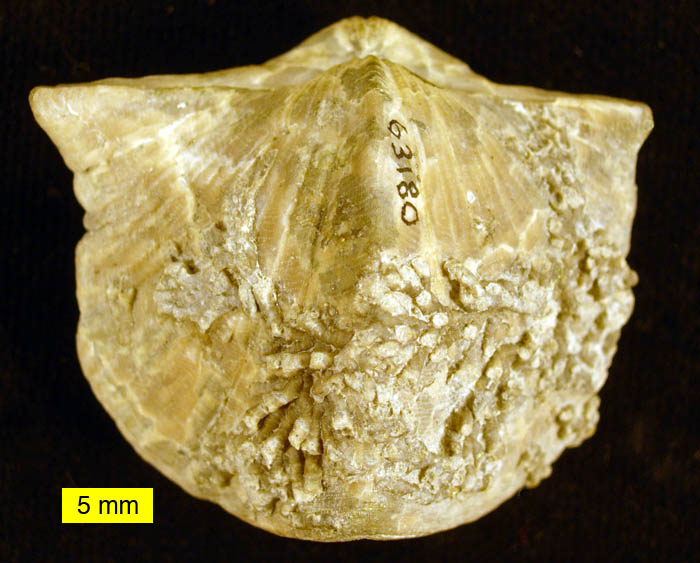
A Devonian spiriferid brachiopod from Ohio that served as a host substrate for a colony of hederellids. The specimen is 5 cm wide.
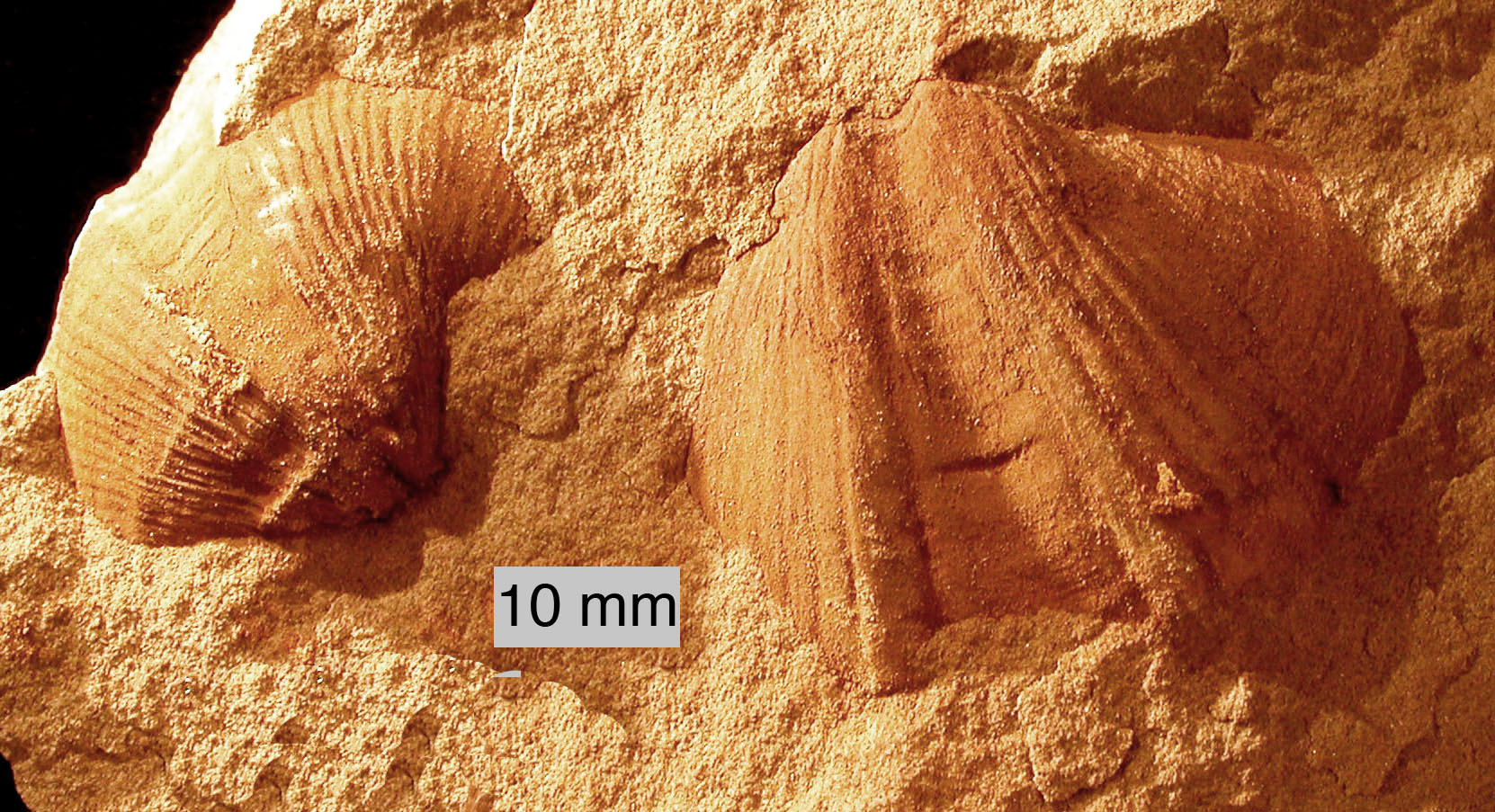
Syringothyris sp.; a spiriferid brachiopod from the Logan Formation (Lower Carboniferous) of Wooster, Ohio (internal molds).
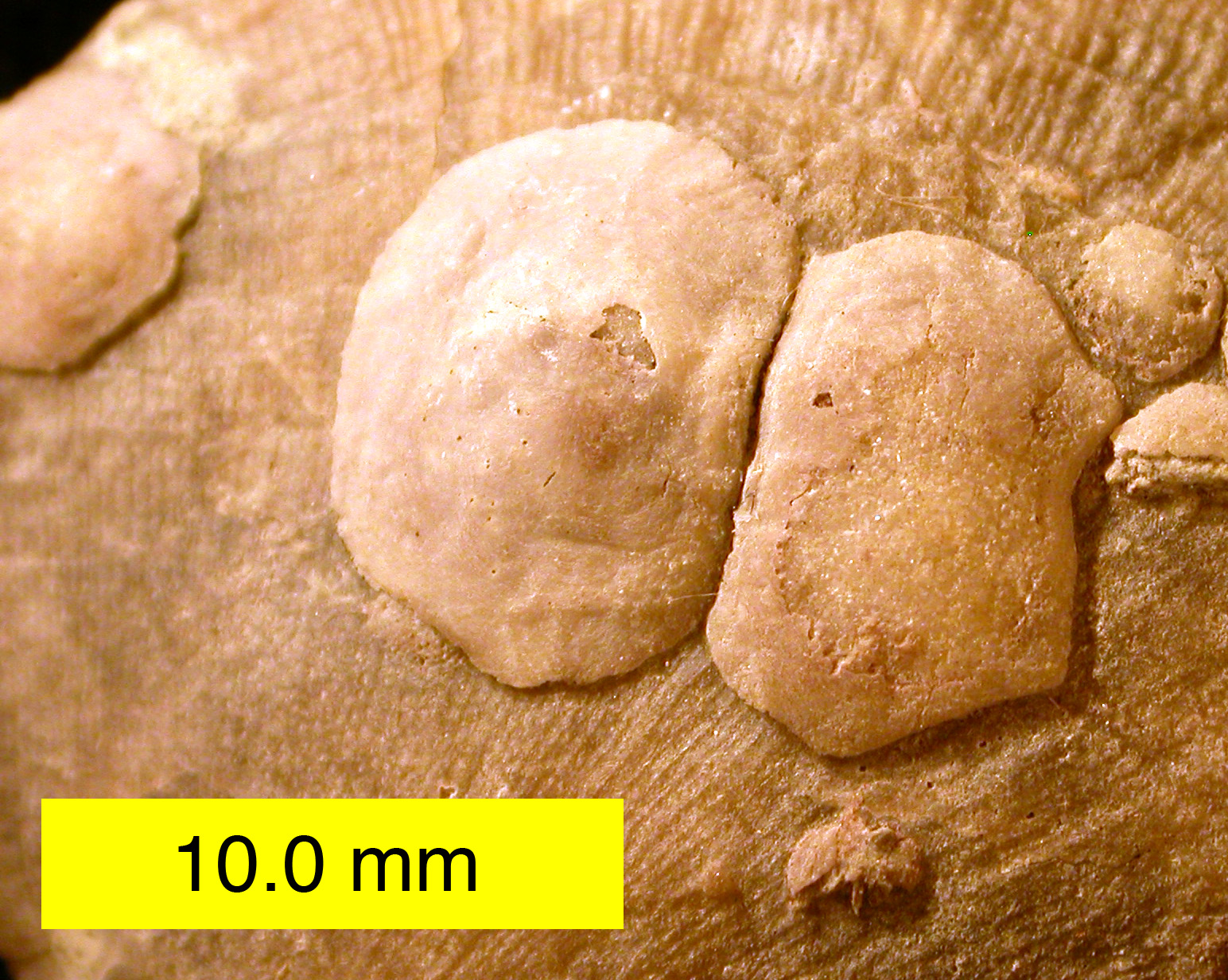
Petrocrania brachiopods attached to a strophomenid brachiopod; Upper Ordovician of southeastern Indiana.
Lingula found near Ozamis City, Philippines.
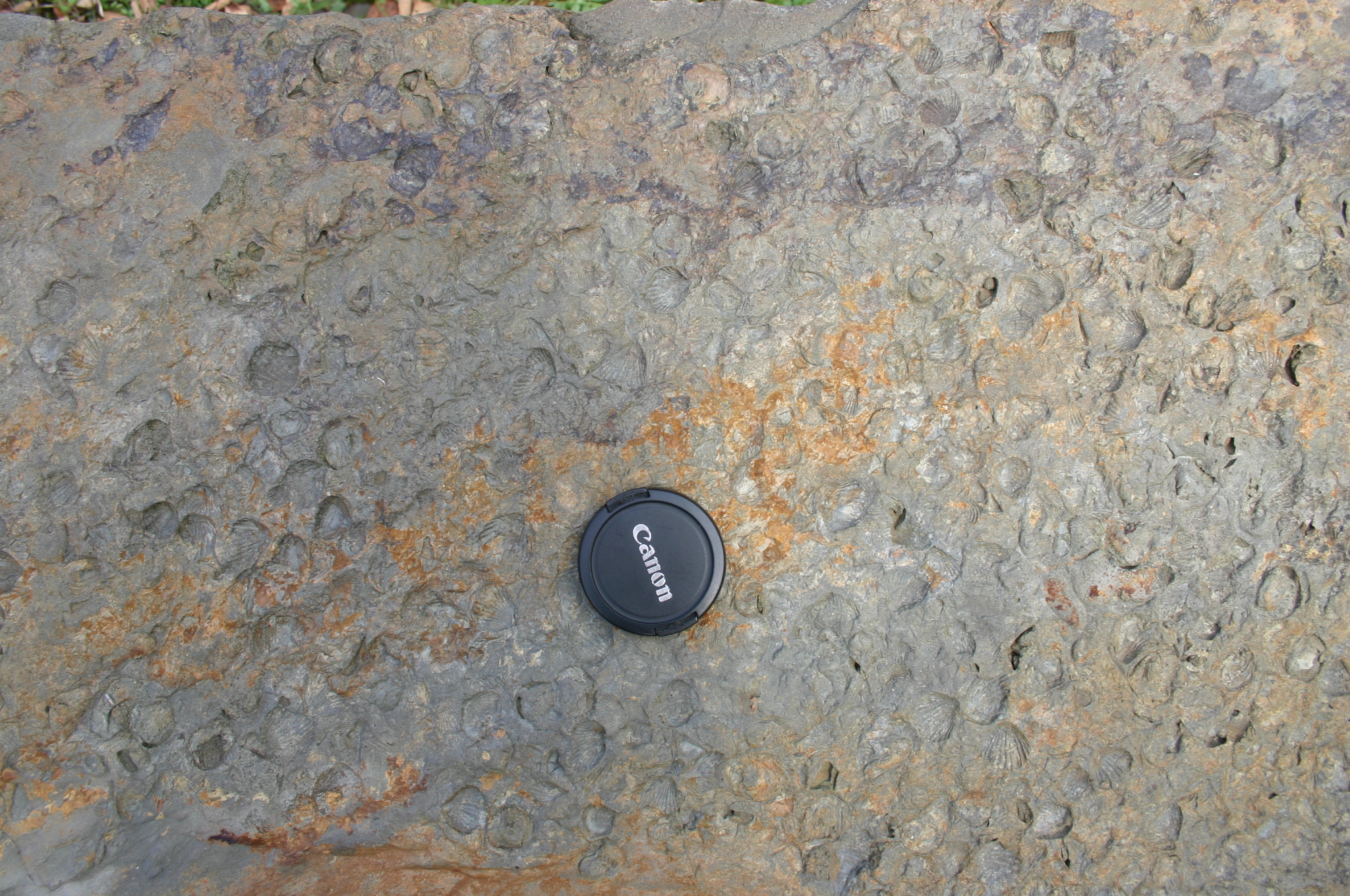
Brachiopod casts in the Lock Haven Formation
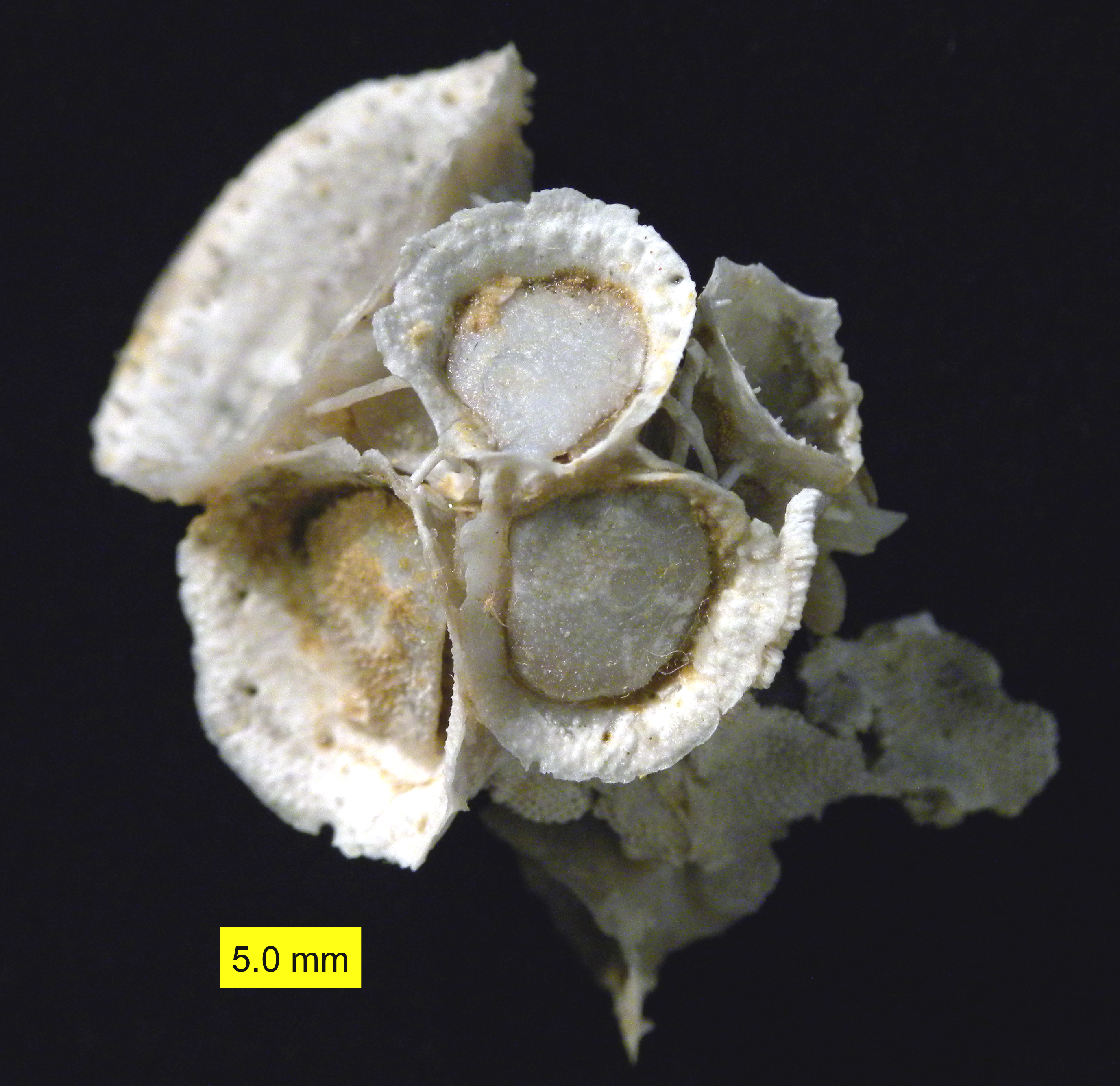
Hercosestria cribrosa Cooper & Grant 1969 (Roadian, Guadalupian, Middle Permian); Glass Mountains, Texas.
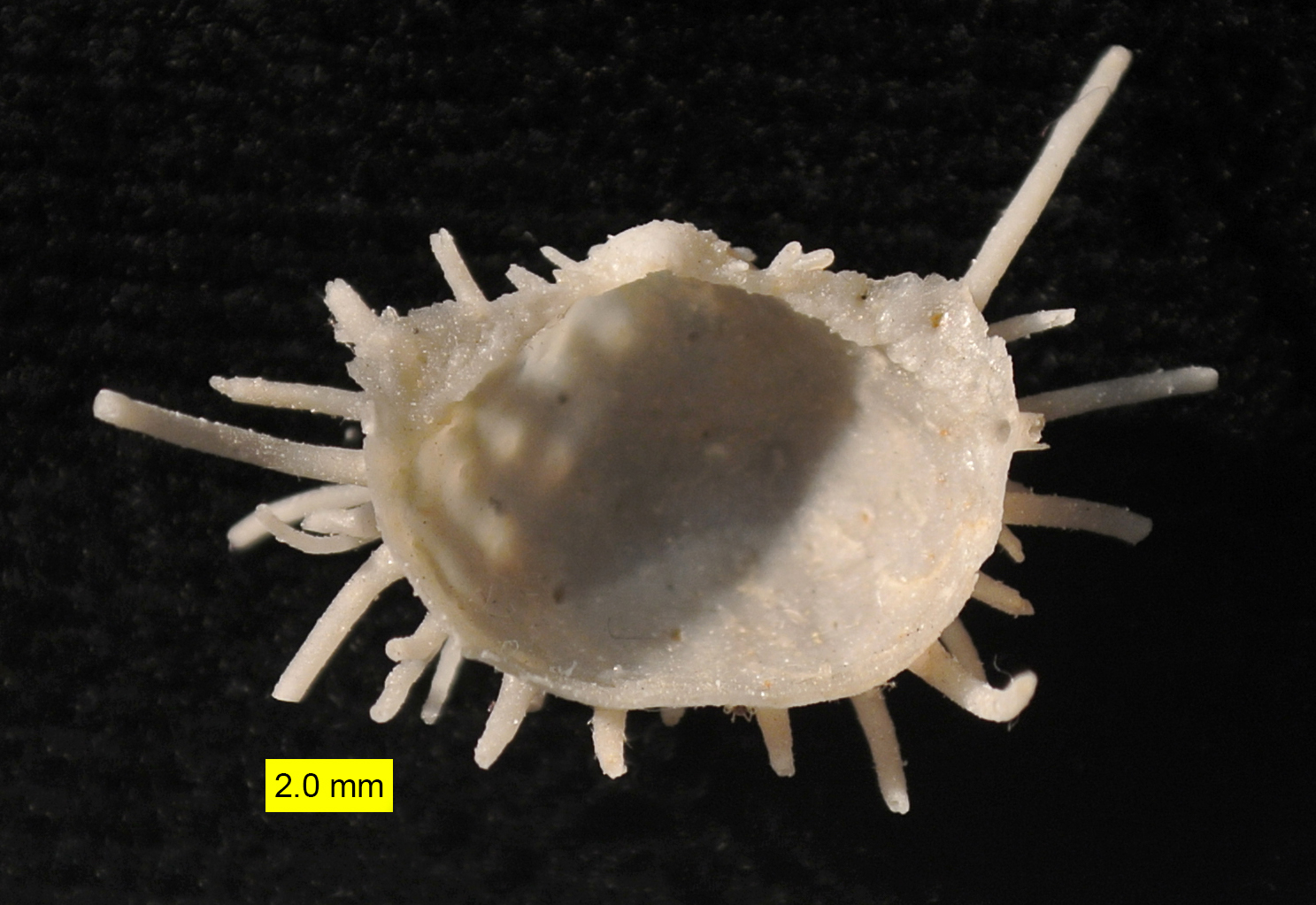
Productid brachiopod ventral valve interior; Roadian, Guadalupian (Middle Permian); Glass Mountains, Texas.
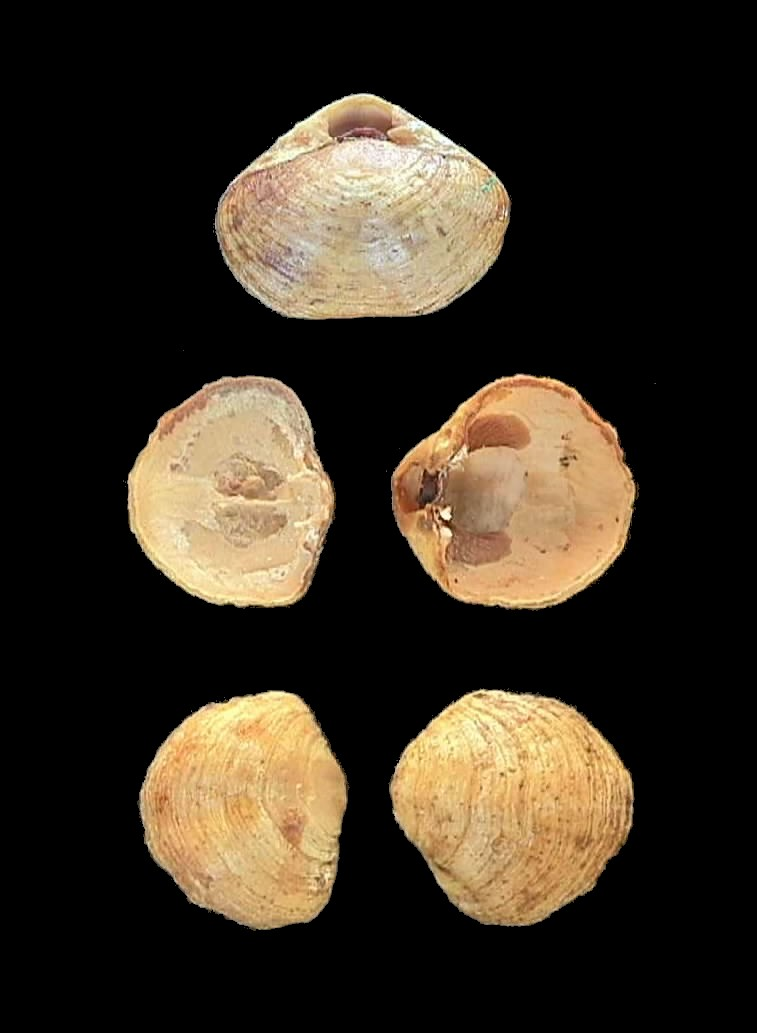
Terebratella sanguinea (Leach, 1814)